# Antonioni González
Antonioni Gonzalez (Barquisimeto, Estado Lara, Venezuela; 25 de mayo de 1984) es un futbolista venezolano. Juega de centrocampista y actualmente juega en Florida Soccer Soldiers de la United Premier Soccer League.

## Trayectoria

### Profesional
| Club                    | País           | Año         | Partidos | Goles |
| ----------------------- | -------------- | ----------- | -------- | ----- |
| Unión Lara SC           | Venezuela      | 2004-2008   | 10       | 0     |
| Llaneros FC             | Venezuela      | 2008-2013   | 67       | 9     |
| Monagas SC              | Venezuela      | 2013-2014   | 8        | 0     |
| Llaneros FC             | Venezuela      | 2014        | 13       | 1     |
| Madeira Club Lara       | Venezuela      | 2015        | 13       | 0     |
| ACD Lara                | Venezuela      | 2015-2017   | 41       | 3     |
| Florida Soccer Soldiers | Estados Unidos | 2020 - Act. | 2        | 0     |